# 托夫馬奇克
48°35′0″N 24°53′28″E / 48.58333°N 24.89111°E
托夫馬奇克（烏克蘭語：Товмачик），是烏克蘭的村落，位於該國西部伊萬諾-弗蘭科夫斯克州，由科洛梅亞區負責管轄，始建於1649年，面積22.3平方公里，2001年人口1,746，人口密度每平方公里78.4人。